# Force India VJM02
El Force India VJM02 fue el monoplaza de Fórmula 1 que construyó y utilizó el equipo Force India para la temporada 2009 de Fórmula 1. Se mostró al público en un evento a la prensa, después de la primera prueba del coche en el circuito de Silverstone, el 28 de febrero de 2009, y sería probado públicamente en el Circuito de Jerez en España al día siguiente. Los colores del coche estaban basados en los colores de la bandera de la India, y fue pilotado por los mismos pilotos que la temporada anterior, Adrian Sutil y Giancarlo Fisichella, quien posteriormente se iría a Ferrari y sería reemplazado en el equipo indio por el también italiano Vitantonio Liuzzi.

## Desarrollo
Los dos hombres claves en el diseño inicial del VJM02 (el director técnico Mike Gascoyne y el director del equipo Colin Kolles) fueron liberados de sus contratos a finales de 2008, después de un conflicto con Vijay Mallya, el propietario del equipo. Muy metidos ya en el desarrollo del monoplaza, decidieron de forma tardía cambiar el motor Ferrari por un motor de Mercedes, trayendo además la caja de cambios y el sistema hidráulico de McLaren. La adaptación a estos nuevos componentes requirió un rediseño de varias partes del coche, incluyendo la suspensión, pontones laterales y la aerodinámica trasera. 
En el Gran Premio de Baréin de 2009, se introdujeron un fondo y un difusor revisados para el VJM02, así como un alerón delantero mejorado y pontones modificados. Hubo más mejoras en el Gran Premio de Europa de 2009 que funcionarom muy bien, dando al equipo su primer podio en Spa, tras haber anotado Fisichella una inesperada pole el día anterior.

## Resultados
(Clave) (negrita indica pole position) (cursiva indica vuelta rápida)
| Año  | Motor                   | Neu. | N.º | Pilotos              | 1   | 2     | 3   | 4   | 5   | 6   | 7   | 8   | 9   | 10  | 11  | 12  | 13  | 14  | 15  | 16  | 17  | Puntos | Pos- |
| ---- | ----------------------- | ---- | --- | -------------------- | --- | ----- | --- | --- | --- | --- | --- | --- | --- | --- | --- | --- | --- | --- | --- | --- | --- | ------ | ---- |
| 2009 | Mercedes FO 108W 2.4 V8 | B    |     |                      | AUS | MYS ‡ | CHN | BHR | ESP | MON | TUR | GBR | GER | HUN | EUR | BEL | ITA | SIN | JPN | BRA | ABU | 13     | 9º   |
| 2009 | Mercedes FO 108W 2.4 V8 | B    | 20  | Adrian Sutil         | 9   | 17    | 17≠ | 16  | Ret | 14  | 17  | 17  | 15  | Ret | 10  | 11  | 4   | Ret | 13  | Ret | 17  | 13     | 9º   |
| 2009 | Mercedes FO 108W 2.4 V8 | B    | 21  | Giancarlo Fisichella | 11  | 18≠   | 14  | 15  | 14  | 9   | Ret | 10  | 11  | 14  | 12  | 2   |     |     |     |     |     | 13     | 9º   |
| 2009 | Mercedes FO 108W 2.4 V8 | B    | 21  | Vitantonio Liuzzi    |     |       |     |     |     |     |     |     |     |     |     |     | Ret | 14  | 14  | 11  | 15  | 13     | 9º   |

- ≠ El piloto no acabó el Gran Premio, pero se clasificó al completar el 90% de la distancia total.
- ‡ Se repartieron la mitad de puntos, ya que no se completó el 75% de la carrera.